# Atletica leggera ai Giochi della XXVI Olimpiade - Salto in lungo maschile

Video della Finale

Il salto in lungo ha fatto parte del programma di atletica leggera maschile ai Giochi della XXVI Olimpiade. La competizione si è svolta nei giorni 28-29 luglio 1996 allo Stadio Olimpico del Centenario di Atlanta.

## Presenze ed assenze dei campioni in carica
| Competizione         | Atleta          | Prestazione | Atlanta 1996 |
| -------------------- | --------------- | ----------- | ------------ |
| Olimpiadi 1992       | Carl Lewis      | 8,67 m      | Presente     |
| Commonwealth 1994    | Obinna Eregbu   | 8,05 m      | Assente      |
| Goodwill Games 1994  | Mike Powell     | 8,45w       | Presente     |
| Europei 1994         | Ivailo Mladenov | 8,09 m      | Presente     |
| Coppa del mondo 1994 | Fred Salle      | 8,10 m      | Non qual.    |
| Asiatici 1994        | Huang Geng      | 8,34w m     | Presente     |
| Panamericani 1995    | Iván Pedroso    | 8,50 m      | Presente     |
| Africani 1995        | Cheikh Touré    | 8,10 m      | Presente     |
| Mondiali 1995        | Iván Pedroso    | 8,70 m      | Presente     |
|                      |                 |             |              |
| Mondiali junior 1992 | Neil Chance     | 7,89 m      | Non qual.    |

1. ↑  Il secondo classificato, Huang Baoting (Cina), stabilisce il record dei Giochi con 8,12 m.

## La gara
Carl Lewis rischia seriamente in Qualificazione. Dopo un salto mediocre ed un nullo, riesce a trovare le risorse dentro di sé per atterrare a 8,29: è il miglior salto della giornata.

Anche in finale parte male, con un nullo. Poi fa un 8,14 che lo porta al secondo posto e alla terza prova indovina un 8,50 che zittisce gli avversari. Il re della pedana è ancora lui.

Mike Powell e Joe Greene, evidentemente innervositi, sbagliano entrambi tutti i tre salti di finale. Il giamaicano James Beckford sta per imitarli, ma all'ultima prova piazza un 8,29 che gli assicura la medaglia d'argento. Il campione mondiale Iván Pedroso salta da infortunato e non va oltre 7,75, classificandosi dodicesimo.

## Risultati

### Turno eliminatorio
Qualificazione8,05 m
In nove raggiungono la misura richiesta. Per raggiungere il quorum si scende a 8,00. C'è un ex aequo, quindi gli atleti presenti in finale salgono a 13.
| Class | Atleta                | Nazione                   | 1    | 2    | 3    | Misura | Note |
| ----- | --------------------- | ------------------------- | ---- | ---- | ---- | ------ | ---- |
| 1     | Carl Lewis            | Stati Uniti               | 7.93 | X    | 8.29 | 8.29   | Q    |
| 2     | Joe Greene            | Stati Uniti               | 8.28 | —    | —    | 8.28   | Q    |
| 3     | Yuriy Naumkin         | Russia                    | 7.83 | 8.21 | —    | 8.21   | Q    |
| 4     | Mike Powell           | Stati Uniti               | 8.20 | —    | —    | 8.20   | Q    |
| 5     | Erik Nys              | Belgio                    | 7.80 | X    | 8.16 | 8.16   | Q    |
| 6     | Huang Geng            | Cina                      | 7.70 | 8.12 | —    | 8.12   | Q    |
| 7     | Emmanuel Bangué       | Francia                   | 7.88 | X    | 8.09 | 8.09   | Q    |
| 8     | Aliaksandar Hlavatski | Bielorussia               | 7.90 | 8.07 | —    | 8.07   | Q    |
| 9     | Iván Pedroso          | Cuba                      | 8.05 | —    | —    | 8.05   | Q    |
| 10    | James Beckford        | Giamaica                  | X    | 8.02 | X    | 8.02   | q    |
| 10    | Mattias Sunneborn     | Svezia                    | 8.02 | —    | —    | 8.02   | q    |
| 12    | Gregor Cankar         | Slovenia                  | X    | X    | 8.00 | 8.00   | q    |
| 12    | Andrey Ignatov        | Russia                    | X    | X    | 8.00 | 8.00   | q    |
| 14    | Spyridon Vasdekis     | Grecia                    | 7.98 | 7.90 | 7.96 | 7.98   |      |
| 15    | Bogdan Ţărus          | Romania                   | X    | 7.96 | 7.92 | 7.96   |      |
| 16    | Andrew Owusu          | Ghana                     | 7.91 | 7.88 | X    | 7.91   |      |
| 17    | Nai Hui-Fang          | Taipei cinese             | 7.81 | 7.48 | 7.91 | 7.91   |      |
| 18    | Cheikh Tidiane Touré  | Senegal                   | 7.91 | X    | 7.76 | 7.91   |      |
| 19    | Bogdan Tudor          | Romania                   | 7.88 | 7.72 | 7.87 | 7.88   |      |
| 20    | Milan Gombala         | Rep. Ceca                 | 7.88 | X    | X    | 7.88   |      |
| 21    | Georg Ackermann       | Germania                  | X    | X    | 7.86 | 7.86   |      |
| 22    | János Uzsoki          | Ungheria                  | X    | X    | 7.82 | 7.82   |      |
| 22    | Kostas Koukodimos     | Grecia                    | 7.82 | X    | X    | 7.82   |      |
| 24    | Carlos Calado         | Portogallo                | 7.36 | 7.81 | X    | 7.81   |      |
| 25    | Simone Bianchi        | Italia                    | X    | X    | 7.79 | 7.79   |      |
| 26    | Vitaliy Kyrylenko     | Ucraina                   | 7.77 | X    | 7.62 | 7.77   |      |
| 27    | Nelson Ferreira       | Brasile                   | 7.76 | 7.69 | —    | 7.76   |      |
| 28    | Robert Emmiyan        | Armenia                   | 7.76 | 7.52 | X    | 7.76   |      |
| 29    | Chen Jing             | Cina                      | X    | 7.70 | X    | 7.70   |      |
| 30    | Chao Chih-Kuo         | Taipei cinese             | 7.67 | X    | X    | 7.67   |      |
| 31    | Jaime Jefferson       | Cuba                      | 7.61 | 7.47 | 7.65 | 7.65   |      |
| 32    | Jesús Oliván          | Spagna                    | 7.59 | 7.64 | X    | 7.64   |      |
| 33    | Douglas de Souza      | Brasile                   | 7.59 | X    | 7.61 | 7.61   |      |
| 34    | Richard Duncan        | Canada                    | 7.51 | 7.56 | 7.61 | 7.61   |      |
| 35    | Aleksey Petrukhanov   | Russia                    | X    | 7.25 | 7.50 | 7.50   |      |
| 36    | Nobuharu Asahara      | Giappone                  | 5.49 | 7.46 | X    | 7.46   |      |
| 37    | Remmy Limo            | Kenya                     | X    | 7.46 | X    | 7.46   |      |
| 38    | François Fouché       | Sudafrica                 | 7.29 | 7.30 | 7.44 | 7.44   |      |
| 39    | Kenny Lewis           | Grenada                   | 7.41 | 7.22 | X    | 7.41   |      |
| 40    | Keita Cline           | Isole Vergini Britanniche | X    | X    | 7.26 | 7.26   |      |
| 41    | Andreja Marinković    | Jugoslavia                | X    | 7.17 | X    | 7.17   |      |
| 42    | Márcio da Cruz        | Brasile                   | 7.12 | X    | X    | 7.12   |      |
| 43    | Victor Shabangu       | eSwatini                  | 6.79 | X    | X    | 6.79   |      |
| —     | Siniša Ergotić        | Croazia                   | X    | X    | X    | nm     |      |
| —     | Benny Fernando        | Sri Lanka                 | X    | X    | X    | nm     |      |
| —     | Hans-Peter Lott       | Germania                  | X    | X    | X    | nm     |      |
| —     | Vladimir Malyavin     | Turkmenistan              | X    | X    | X    | nm     |      |
| —     | Ellsworth Manuel      | Antille Olandesi          | X    | X    | X    | nm     |      |
| —     | Ivaylo Mladenov       | Bulgaria                  | X    | X    | X    | nm     |      |
| —     | Ousman Sallah         | Gambia                    | X    | X    | X    | nm     |      |
| —     | Sung Hee-Jun          | Corea del Sud             | X    | X    | X    | nm     |      |
| —     | Franck Zio            | Burkina Faso              | X    | X    | X    | nm     |      |
| —     | Craig Hepburn         | Bahamas                   | dns  | dns  | dns  | dns    |      |

### Finale
|                                         | 8,95 | Mike Powell | 1991          |
| Miglior prestazione mondiale stagionale | 8,58 | Eric Walder | 4 maggio 1996 |

| Class   | Atleta                | Nazione     | 1    | 2    | 3    | 4    | 5    | 6    | Misura |
| ------- | --------------------- | ----------- | ---- | ---- | ---- | ---- | ---- | ---- | ------ |
| Oro     | Carl Lewis            | Stati Uniti | X    | 8,14 | 8,50 | —    | 8,06 | X    | 8,50   |
| Argento | James Beckford        | Giamaica    | X    | 8,02 | 8,13 | X    | X    | 8,29 | 8,29   |
| Bronzo  | Joe Greene            | Stati Uniti | 7,80 | 7,79 | 8,24 | X    | X    | X    | 8,24   |
| 4       | Emmanuel Bangué       | Francia     | 8,19 | 8,10 | X    | 7,88 | 6.46 | 6.87 | 8,19   |
| 5       | Mike Powell           | Stati Uniti | 7,89 | 8,17 | 7,99 | X    | X    | X    | 8,17   |
| 6       | Gregor Cankar         | Slovenia    | X    | X    | 8,11 | X    | X    | 5.33 | 8,11   |
| 7       | Aliaksandar Hlavatski | Bielorussia | 8,07 | X    | 8,07 | X    | X    | X    | 8,07   |
| 8       | Mattias Sunneborn     | Svezia      | 7,89 | 7,97 | 8,06 | 8,04 | 8,03 | 7,75 | 8,06   |
| 9       | Huang Geng            | Cina        | 7,99 | 7,87 | 7,89 |      |      |      | 7,99   |
| 10      | Yuriy Naumkin         | Russia      | 7,96 | 7,88 | 7,95 |      |      |      | 7,96   |
| 11      | Andrey Ignatov        | Russia      | X    | 7,83 | 7,58 |      |      |      | 7,83   |
| 12      | Iván Pedroso          | Cuba        | X    | 7,57 | 7,75 |      |      |      | 7,75   |
| 13      | Erik Nys              | Belgio      | 7,59 | X    | 7,72 |      |      |      | 7,72   |

Carl Lewis eguaglia il record di Al Oerter di quattro vittorie consecutive nella stessa specialità e raggiunge Paavo Nurmi nel numero di ori conquistati in totale, nove.